# الدوري الشمالي الممتاز 1988–89
الدوري الشمالي الممتاز 1988–89 هو موسم من دوري الشمال الممتاز ‏. فاز فيه نادي بارو.